# Gaius Valerius Flaccus
Gaius Valerius Flaccus Setinus Balbus († vor 90) war ein römischer Dichter unter den Kaisern Vespasian und Titus.
Über das Leben des Dichters ist fast nichts sicher bekannt. Ohne ausreichende Begründung wurde Valerius Flaccus mit einem Freund des Martial (I. 61. 76) gleichgesetzt, der aus Padua gebürtig war und in bedürftigen Umständen lebte. Tatsächlich war er jedoch ein Mitglied des Quindecimvirats, das die Sibyllinischen Bücher betreute (i. 5), wird also eher wohlhabend gewesen sein. Eine Notiz im vatikanischen Manuskript, die ihm den Beinamen Setinus Balbus gibt, deutet darauf hin, dass er aus Setia in Latium stammt. Der einzige antike Schriftsteller, der ihn erwähnt, ist Quintilian (Instit. Orat. x. I. 90), der seinen kürzlichen Tod als großen Verlust beklagt, und da Quintilians Text um 90 fertiggestellt wurde, wäre dadurch ein spätestes Todesjahr für Flaccus gegeben.
An seinem einzigen bekannten Werk, einem Epos mit dem Titel Argonautica, das Vespasian anlässlich seiner Abreise nach Britannia gewidmet ist, hat er möglicherweise während der Belagerung oder kurz nach der Einnahme Jerusalems durch Titus im Jahr 70 geschrieben; die Abfassungszeit ist jedoch umstritten. Da der Ausbruch des Vesuvs (79) erwähnt wird, muss ihn die Arbeit zu dieser Zeit jedenfalls noch beschäftigt haben.
Das Epos ist an das gleichnamige Werk des Apollonios von Rhodos angelehnt. Es bricht am Ende des achten Buches ab. Ob es unvollendet geblieben ist oder ob es sich um einen mechanischen Verlust der letzten Verse handelt, ist umstritten.

## Ausgaben und Übersetzungen
- Widu-Wolfgang Ehlers (Hrsg.): Gai Valeri Flacci Setini Balbi Argonauticon libros octo. Teubner, Stuttgart 1980, ISBN 3-519-01868-3 (Zugleich: Hamburg, Universität, Habilitations-Schrift, 1979).
- C. Valerius Flaccus Setinus Balbus: Argonautica. = Die Argonautenfahrt. Lateinischer Text. Einleitung, Übersetzung, kurze Erläuterungen, Eigennamenverzeichnis und Nachwort von Hermann Rupprecht. Stolz, Mitterfels 1987.
- C. Valerius Flaccus: Argonautica. = Die Sendung der Argonauten (= Studien zur klassischen Philologie. Bd. 140). Lateinisch/Deutsch. Herausgegeben, übersetzt und kommentiert von Paul Dräger. Lang, Frankfurt am Main u. a. 2003, ISBN 3-631-50799-2.